# Matt Grevers
Matthew Grevers (Lake Forest, 26 marzo 1985) è un ex nuotatore statunitense, vincitore di sei medaglie olimpiche. Ha vinto ventidue medaglie nella competizioni internazionali: undici d’oro, otto d’argento e tre di bronzo. Ai Giochi di Pechino 2008 ha conquistato due ori nella staffetta 4x100 stile libero e nella 4x100 mista e un argento nei 100 metri dorso. Quattro anni dopo, ai Giochi Olimpici di Londra 2012, ha vinto l’oro nei 100 metri dorso.

## Biografia
Nato a Lake Forest, Illinois, ha frequentato la Lake Forest High School. In seguito si è laureato alla Northwestern University a Evanston, in Illinois, e ha gareggiato per la squadra accademica degli Northwestern Wildcats.
Vista l'origine olandese di entrambi i genitori, Grevers ha preso in considerazione di gareggiare per i Paesi Bassi assieme all'amico Pieter van den Hoogenband, salvo poi decidere di rappresentare il suo paese natale.
L'11 febbraio 2012, durante la premiazione al Missouri Grand Prix, ha sorpreso la fidanzata e compagna di nazionale Annie Chandler facendole una proposta di matrimonio. La coppia si è poi sposata il 6 aprile 2013 a San Antonio, in Texas. I due hanno avuto due figlie: Skyler Lea, nata il 9 novembre 2016, e Barbara Grace Grevers, nata il 1º dicembre 2019.

## Carriera

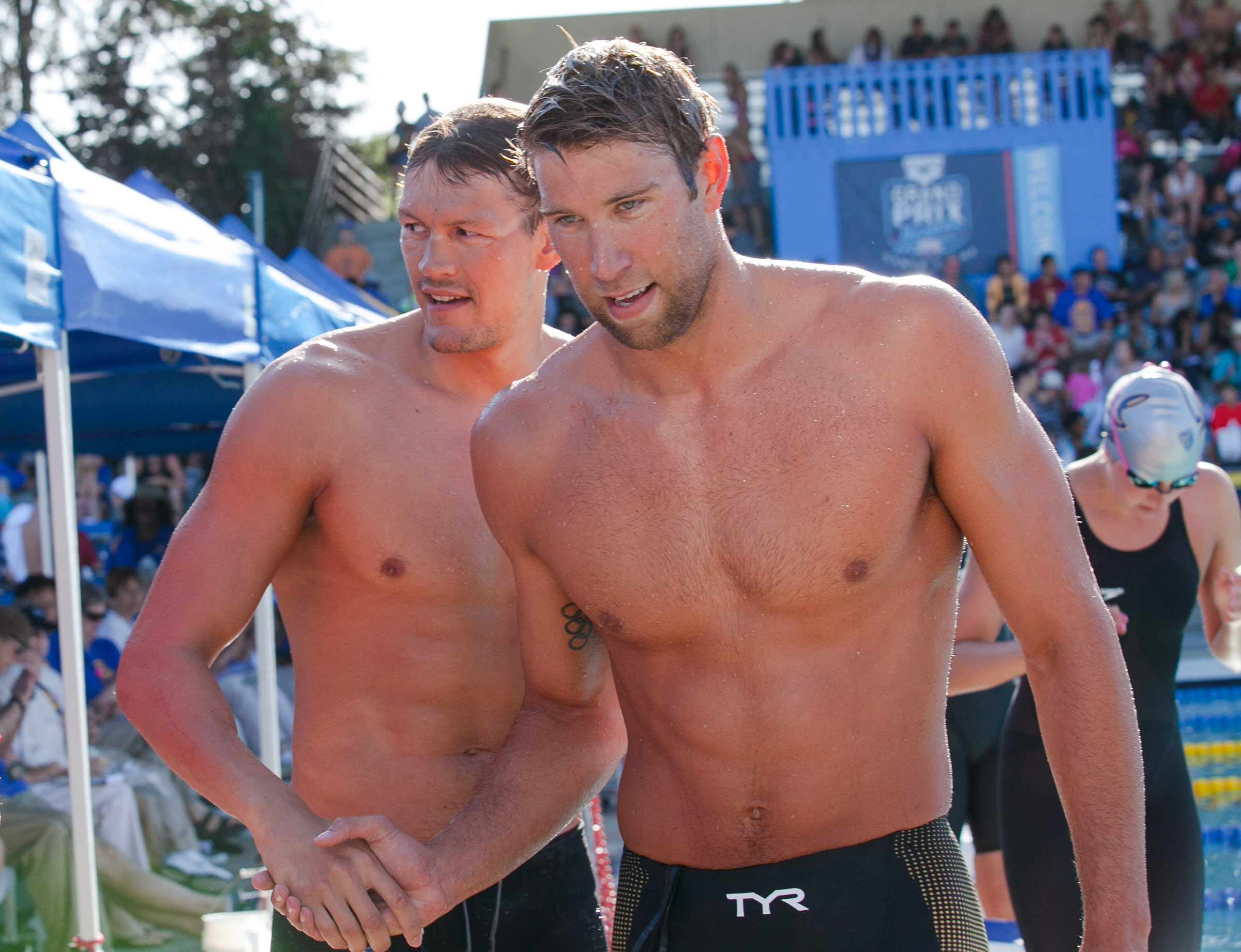
Arkadij Vjatčanin e Matt Grevers

Ai Giochi Olimpici di Pechino 2008 ha vinto due medaglie d'oro prendendo parte alle batterie preliminari della staffetta 4x100 m stile libero e della 4x100 m mista nuotando la frazione a dorso. Grevers ha ottenuto anche la medaglia d'argento nei 100 m dorso con il tempo di 53"11, solamente 57 centesimi dietro al campione olimpico e detentore del record mondiale Aaron Peirsol.
Ai Campionati del Mondo di Roma 2009 ha preso parte alla staffetta 4x100 m sl giungendo in prima posizione davanti a Russia e Francia. Ha vinto anche l'oro nella staffetta 4x100 m mista grazie alla sua partecipazione alle batterie.

### Giochi Olimpici di Londra 2012
Ai Trials statunitensi per le Olimpiadi, Grevers si qualifica vincendo i 100 m dorso e finendo in terza posizione nei 100 m stile libero. Nella finale dei 100 m dorso vince con 52"08, secondo miglior crono di sempre, solo dietro al record del mondo di 51"94 stabilito da Aaron Peirsol. Con il tempo di 48"55 nei 100 m stile libero, si assicura un posto nella staffetta 4x100 m stile libero. Partecipa anche alla gara dei 50 m stile libero chiudendo sesto con un tempo di 22"09.
Durante i Giochi Olimpici di Londra 2012 ottiene tre medaglie: due d'oro e una d'argento.
Partecipa alle batterie della staffetta 4x100 m sl assieme a Jimmy Feigen, Ricky Berens e Jason Lezak. Il team statunitense terminerà la finale in seconda posizione, dietro alla Francia. Dopo aver dominato in batteria (52"92) e in semifinale (52"66), vince l'oro nella finale dei 100 m dorso con il tempo di 52"16, battendo il record olimpico di 52"54 stabilito da Aaron Peirsol nel 2008; per Grevers si tratta della prima medaglia d'oro individuale. Nell'ultima gara, la staffetta 4x100 m mista, domina assieme ai compagni Brendan Hansen, Michael Phelps e Nathan Adrian.

### Campionati mondiali di Barcellona 2013
Ai campionati mondiali di Barcellona 2013, Grevers conquista due medaglie: un oro e un argento. Al primo giorno di gare, manca la finale dei 50 m farfalla, terminando la semifinale in dodicesima posizione con un tempo di 23"35. Il giorno seguente stabilisce un nuovo record (52"93) nei 100 m dorso terminando la gara davanti al compagno di squadra David Plummer.
Durante l'ultima giornata di gare, Grevers prende parte a due finali in soli 45 minuti. La prima, quella dei 50 m dorso, lo vede terminare secondo ex aequo con il francese Jérémy Stravius. Poi, assieme ai compagni Kevin Cordes, Ryan Lochte e Nathan Adrian, partecipa alla finale della staffetta 4x100 m mista. Durante la gara, dopo aver nuotato la frazione a dorso in 53"02, il connazionale Cordes lascia il blocco di partenza 4 centesimi prima che Grevers tocchi il muro, causando la squalifica della squadra statunitense.

## Palmarès
- Olimpiadi

Pechino 2008: oro nella 4x100m sl e nella 4x100m misti e argento nei 100m dorso.
Londra 2012: oro nei 100m dorso e nella 4x100m misti e argento nella 4x100m sl.
- Mondiali

Roma 2009: oro nella 4x100m sl e nella 4x100m misti.
Barcellona 2013: oro nei 100m dorso e argento nei 50m dorso.
Kazan 2015: oro nella 4x100m misti, argento nei 50m dorso e bronzo nei 100m dorso.
Budapest 2017: oro nella 4x100m misti e nella 4x100m misti mista, argento nei 100m dorso e bronzo nei 50m dorso.
Gwangju 2019: argento nella 4x100m misti e nella 4x100m misti mista.
- Mondiali in vasca corta

Shanghai 2006: argento nella 4x100m misti e bronzo nella 4x100m sl.
Istanbul 2012: oro nei 100m dorso, nella 4x100m sl e nella 4x100m misti e argento nei 50m dorso.
Doha 2014: oro nella 4x50m sl mista, argento nella 4x50m sl e nella 4x100m misti e bronzo nei 100m dorso, nella 4x100m sl e nella 4x50m misti.
Hangzhou 2018: oro nella 4x100m sl e nella 4x100m misti e argento nella 4x50m misti.
- Giochi PanPacifici

Gold Coast 2014: oro nella 4x100m misti e argento nei 100m dorso.
- Universiadi

Smirne 2005: argento nei 100m dorso e nella 4x100m misti, bronzo nella 4x100m sl e nei 50m dorso.
Bangkok 2007: oro nella 4x100m sl e argento nella 4x100m misti.

## International Swimming League
| Stagione 2020   |
| --------------- |
| Energy Standard |